# 1968-as Eurovíziós Dalfesztivál
Az 1968-as Eurovíziós Dalfesztivál volt a tizenharmadik Eurovíziós Dalfesztivál, melynek az Egyesült Királyság fővárosa, London adott otthont. A helyszín a londoni Royal Albert Hall volt.

## A résztvevők
A verseny mezőnye nem változott az egy évvel korábbihoz képest, így ismét tizenhét dal versenyzett.
Az 1962-es Eurovíziós Dalfesztivál francia győztese, Isabelle Aubret ismét részt vett, és ezúttal a harmadik helyen végzett.
A spanyol dalt eredetileg Joan Manuel Serrat énekelte volna, ám ő katalánul kívánta előadni a dalt, ami Francisco Franco ideje alatt nem volt megengedett, ezért Serrat-ot visszaléptették, és helyette Massiel énekelte el a La La La című dalt spanyolul, majd nyerte meg a versenyt vele, Spanyolország első győzelmét aratva.

## A verseny
Katie Boyle immáron harmadszor, de nem utoljára volt a verseny műsorvezetője.
Ez volt az első verseny, melyet színesben közvetített a televízió. A versenyt Magyarországon élőben közvetítette a Magyar Televízió.

## A szavazás
A szavazás ugyanúgy zajlott, mint az előző évben: a részt vevő országok 10-10 zsűritaggal rendelkeztek, akik 1 pontot adtak az általuk legjobbnak ítélt dalnak. A szavazás a fellépés sorrendjében zajlott: Portugália volt az első szavazó, és Jugoszlávia az utolsó. A szavazás során három dal váltotta egymást az élen: a portugál zsűri pontjai után még Spanyolország állt az élre, ezt követően azonban Franciaország jelentősnek tűnő fölényre tett szert, mely azonban hamar elolvadt: a svéd zsűri pontjainak kihirdetésekor már beérte a brit dal, mely ezután átvette a vezetést. Az utolsó előtti zsűri után ismét Spanyolország állt az élre, és végül sikerült megőrizniük egypontos előnyüket.
1962 óta ez volt az első alkalom, hogy nem volt nulla pontos dal. Svájcot a legutolsóként szavazó jugoszláv zsűritől kapott két pont mentette meg attól, hogy sorozatban másodszor zárják pont nélkül a versenyt.
A szavazás rendkívül szorosan alakult, Spanyolország, Franciaország és a házigazda Egyesült Királyság volt harcban az első helyért. Az utolsó előtti, német zsűri 6 pontot adott Spanyolországnak, akik így 1 ponttal átvették a vezetést. Az izgalmakat az is fokozta, hogy az utolsó zsűri, Jugoszlávia szavazásakor már olyan nagy volt a hangzavar a helyszínen, hogy a műsorvezetőnő Katie Boyle rosszul értette az egyik pontszámot (a Svájcnak adott 2 pont helyett 3-at adott hozzá), majd mikor észrevették, hogy 10 helyett 11 pontot adott a jugoszláv zsűri, újra kellett hívni őket, hogy a szóvivő kijavítsa a hibát. Ám sem a spanyol, sem a brit dal nem kapott pontot, így végül Spanyolország első győzelmét aratta, egyetlenegy ponttal megelőzve a brit Cliff Richardot, akinek Congratulations című dala világsláger lett a verseny után.

## Eredmények
| #  | Ország             | Nyelv       | Előadó                            | Dal                                | Magyar fordítás                   | Helyezés | Pontszám |
| -- | ------------------ | ----------- | --------------------------------- | ---------------------------------- | --------------------------------- | -------- | -------- |
| 01 | Portugália         | portugál    | Carlos Mendes                     | Verão                              | Nyár                              | 11.      | 5        |
| 02 | Hollandia          | holland     | Ronnie Tober                      | Morgen                             | Holnap                            | 16.      | 1        |
| 03 | Belgium            | francia     | Claude Lombard                    | Quand tu reviendras                | Amikor visszajössz                | 7.       | 8        |
| 04 | Ausztria           | német       | Karel Gott                        | Tausend Fenster                    | Ezernyi ablak                     | 13.      | 2        |
| 05 | Luxemburg          | francia     | Chris Baldo és Sophie Garel       | Nous vivrons d’amour               | A szerelem fog éltetni minket     | 11.      | 5        |
| 06 | Svájc              | olasz       | Gianni Mascolo                    | Guardando il sole                  | A napba nézve                     | 13.      | 2        |
| 07 | Monaco             | francia     | Line & Willy                      | À chacun sa chanson                | Dalát mindenkinek                 | 7.       | 8        |
| 08 | Svédország         | svéd        | Claes-Göran Hederström            | Det börjar verka kärlek, banne mej | Ez kezd szerelem lenni, a francba | 5.       | 15       |
| 09 | Finnország         | finn        | Kristina Hautala                  | Kun kello käy                      | Amikor múlik az idő               | 16.      | 1        |
| 10 | Franciaország      | francia     | Isabelle Aubret                   | La source                          | A forrás                          | 3.       | 20       |
| 11 | Olaszország        | olasz       | Sergio Endrigo                    | Marianne                           | Marianna                          | 10.      | 7        |
| 12 | Egyesült Királyság | angol       | Cliff Richard                     | Congratulations                    | Gratulálok                        | 2.       | 28       |
| 13 | Norvégia           | norvég      | Odd Børre                         | Stress                             | Feszültség                        | 13.      | 2        |
| 14 | Írország           | angol       | Pat McGeegan                      | Chance of a Lifetime               | Egy életnyi esély                 | 4.       | 18       |
| 15 | Spanyolország      | spanyol     | Massiel                           | La, la, la                         | Lá, lá, lá                        | 1.       | 29       |
| 16 | Németország        | német[a]    | Wencke Myhre                      | Ein Hoch der Liebe                 | Éljen a szerelem                  | 6.       | 11       |
| 17 | Jugoszlávia        | szerbhorvát | Lući Capurso és Hamo Hajdarhodžić | Jedan dan                          | Egy nap                           | 7.       | 8        |

1.↑ a: A dal tartalmazott egy-egy kifejezést francia, angol, illetve spanyol nyelven is.

## Térkép

Részt vevő országok
Országok, melyek korábban részt vettek, de ebben az évben nem

## Ponttáblázat
|                    | Zsűrik     | Zsűrik    | Zsűrik  | Zsűrik   | Zsűrik    | Zsűrik | Zsűrik | Zsűrik     | Zsűrik     | Zsűrik        | Zsűrik      | Zsűrik             | Zsűrik   | Zsűrik   | Zsűrik        | Zsűrik      | Zsűrik      | Zsűrik |
| Össz               | Portugália | Hollandia | Belgium | Ausztria | Luxemburg | Svájc  | Monaco | Svédország | Finnország | Franciaország | Olaszország | Egyesült Királyság | Norvégia | Írország | Spanyolország | Németország | Jugoszlávia |        |
| ------------------ | ---------- | --------- | ------- | -------- | --------- | ------ | ------ | ---------- | ---------- | ------------- | ----------- | ------------------ | -------- | -------- | ------------- | ----------- | ----------- | ------ |
| Portugália         | 5          |           |         |          |           |        |        |            |            |               |             |                    |          | 2        |               | 3           |             |        |
| Hollandia          | 1          |           |         |          |           |        |        |            |            |               |             | 1                  |          |          |               |             |             |        |
| Belgium            | 8          | 1         |         |          |           |        |        |            |            | 1             | 1           | 3                  | 1        |          |               | 1           |             |        |
| Ausztria           | 2          |           |         |          |           |        |        |            |            |               |             |                    |          |          |               |             | 2           |        |
| Luxemburg          | 5          |           | 1       |          | 1         |        |        | 1          |            |               | 1           |                    | 1        |          |               |             |             |        |
| Svájc              | 2          |           |         |          |           |        |        |            |            |               |             |                    |          |          |               |             |             | 2      |
| Monaco             | 8          |           | 2       |          |           | 1      |        |            |            | 3             |             |                    | 1        |          | 1             |             |             |        |
| Svédország         | 15         | 1         | 1       |          |           |        |        |            |            | 1             |             |                    | 2        | 6        | 4             |             |             |        |
| Finnország         | 1          |           |         |          |           |        |        |            |            |               |             |                    |          | 1        |               |             |             |        |
| Franciaország      | 20         |           | 3       | 6        | 2         | 3      | 3      |            | 1          |               |             | 2                  |          |          |               |             |             |        |
| Olaszország        | 7          | 1         |         |          |           |        | 2      |            |            |               |             |                    |          |          |               | 2           |             | 2      |
| Egyesült Királyság | 28         | 1         | 2       | 2        |           | 1      | 4      | 5          | 3          | 2             | 4           | 1                  |          |          | 1             |             | 2           |        |
| Norvégia           | 2          |           |         |          |           | 1      |        |            |            |               |             |                    |          |          |               | 1           |             |        |
| Írország           | 18         | 1         | 1       | 1        | 4         | 1      |        |            | 4          |               |             |                    |          |          |               |             |             | 6      |
| Spanyolország      | 29         | 4         |         |          | 2         | 1      |        | 4          |            | 3             | 4           | 3                  |          | 1        | 1             |             | 6           |        |
| Németország        | 11         |           |         |          |           | 1      | 1      |            | 2          |               |             |                    | 5        |          |               | 2           |             |        |
| Jugoszlávia        | 8          | 1         |         | 1        | 1         | 1      |        |            |            |               |             |                    |          |          | 3             | 1           |             |        |

## Visszatérő előadók
| Előadó          | Ország        | Előző év(ek)   |
| --------------- | ------------- | -------------- |
| Isabelle Aubret | Franciaország | 1962 (győztes) |